# 大韩民国政府
大韩民国政府（韩语：／），通称韩国政府，是大韩民国国家机构的统称，大韩民国政府实行基于民主共和制的三权分立制度，政府以单一制存在，共包涵立法、行政、司法三个體系。大韩民国政府根据大韩民国宪法设立，宪法自1948年韩国建立以来经过多次修改，但一直保有相对独立的总统制或单一元首负责制度。大韩民国总统既是国家元首，也为实际上的政府首脑，大韩民国国务总理与各部委负责人组成中央政府。政府中的行政与立法分支一般以施行国家权力为主，部分部委有地方性职能，而地方政府相对于中央政府则处于半自治与行政立法独立的关系，司法分支则同时跨越地方与中央，为独立架构。
由于韩国政府以三权分立制度为核心，韩国宪法法院的法官部分由行政機關任命，余下部分由立法機關任命。与之相对，当立法机关通过弹劾决议时，该决议将送交司法機關进行核准并做出最终决定。然而，在韩国历史上真正实行三权分立的时期仅在当代，自1948年至1997年中的大部分时间，韩国政府一直处于专制或军事独裁的状态，前后分别经历李承晚、朴正熙、全斗焕等独裁者；在此期间，韩国公民自由，尤其是言论同结社自由受到严重限制，反对政权者常常遭到酷刑、监禁及处决。

## 政府构成

大韩民国的國家權力分立圖示

### 总统
大韩民国政府由大韩民国总统领导，总统任期为五年，不得连任；总统为国家元首、国务会议议长及武装部队最高司令官，具有在和平时期的军事行动指挥权，法定上具有宣战权，亦可向国会提交立法提案行使。总统拥有宣布国家进入紧急状态或发布戒严令的权利。立法层面上，总统可以否决法案并将其退回国会，国会可以三分之二多数否决；总统无权解散韩国国会，该制度因第一、第三和第四共和国专制政府的经验所设立。

### 国务总理
國務總理与总统秘书室协助总统履行其职责，总理由总统提名并由国会批准任命，并有权建议任命或罢免内阁阁僚。总理机构协助总理履行职责，其机构设有国务调整室（국무조정실/國務調整室）与国务总理秘书室（국무총리비서실/國務總理秘書室）等组成，前者由内阁级部长领导，后者则由副部长级事务官领导。在总统无法履行其职责时，总理将接管总统权力并统领国家，直至总统恢复其履行职责之能力或新总统就职为止。

### 政府部门
韩国目前共有19个部委，长官（部长）皆由总统任命并向总统报告，其中一些部门设有附属机构，同时向总理和附属部委部长报告。每个附属机构由一名副部长级专员领导，大檢察廳由一名檢察總長领导。企划财政部与教育部部长依法自动成为副总理。如若总统不能履行其职责，且总理不能担任总统职务时，以下列表内的部长按顺位依次继承总统职务，大韩民国宪法规定仅有总理和19名部长可以代理总统职务。此外如若总理不能履行其职责，则由副总理代行，如果总理和副总理同时失去履职能力，则总统需要在其他17位部长中选择一位就任。國税廳廳长在法律上是副部级官员，由于国税廳的重要性，习惯上視同部级官员。例如，机关副专员参加其他机关派驻专员的会议，机关专员参加部长级官员召集的会议。